# Ascetic
Ascetic ist eine 2011 in Melbourne gegründete Post-Punk- und Gothic-Rock-Band.

## Geschichte
Der Sänger und Bassist August Skipper gründete gemeinsam mit dem Gitarristen Saxon Jörgensen 2011 eine erste gemeinsame Musikgruppe in Melbourne. Beide zogen, nachdem sie der erste Schlagzeuger der Gruppe verlassen hatte, den Heirs-Schlagzeuger Damian Coward hinzu und benannten sich in Ascetic um.
Erst im Jahr 2013 veröffentlichte die Band ihr, bereits 2011 mit Lindsay Gravina aufgenommenes, Debütalbum Self Initiation. Die Veröffentlichung des von Kritikern positiv aufgenommenen Albums wurde durch eine Europatour begleitet. Im Zuge der Europatournee siedelten die Musiker, ausgenommen Coward, nach Berlin über. Mit Andrew Jigalin als neuem Schlagzeuger nahm die Gruppe in den Vox-Ton Studios das zweite Album Everything Is Becoming auf. Auch Everything Is Becoming wurde positiv rezipiert. Nach der Veröffentlichung wurde es, jenseits vereinzelte Auftritte, ruhig um die Gruppe. Zu den wenigen Konzerten, welche die Band gab, zählte ein Festivalauftritt beim Spring Ceremony in Paris im April 2016.

## Stil
Joachim Hiller vergleicht Ascetic für das Ox-Fanzine mit der „dunkle[n] Klangfarbe“ der The Sisters of Mercy und „der düsteren Phase von THE CURE zu Beginn der Achtziger“. Dabei wären Ascetic keine schlichten Epigonen „sondern transportieren Sounds von damals kombiniert mit gegenwärtigen Einflüssen in die Jetztzeit.“ Auch Thomas Pilgrim von Plattentest.de zieht in seiner Besprechung des Albums Self Initiation den Vergleich zu The Cure und verweist dazu auf das Lied Trankasham, welches den gleichen „Shoegaze-Schwermut“ wie The Cure mit „Pictures of You“ vermittele. Als weitere Bezugspunkte nennt er Joy Division deren markantes Bassspiel sich beim Stück We Are Not All Dead wiederfände.
Das Schlagzeugspiel wird als pulsierenden, druckvoll und die Musik antreibend umschrieben. Die Musik sei rhythmusbetont und mit einem „dicht gewobener Soundteppich“ belegt. Der Gesang von Skipper sei sehr eindringlich, vielseitig und voller schöner Gesanglinien. „Tief und mit viel Hall, heller und melodisch oder auch mit betont melodiefreiem Sprechgesang, der in ‘Uroboros (Up From Eden)’ sogar recht aggressiv wirkt.“ Der Aufbau der einzelnen Lieder von Ascetic bemühe häufig das Element der Klimax, welches den Stücken eine „Steigerung der Intensität“ und eine „leichter[e] und irgendwie befreit[ere]“ Wirkung verleihe.

## Diskografie
- 2013: Self Initiation (Album, OSCL Records / Golden Antenna)
- 2013: The Process (Single, OSCL Records)
- 2015: Everything Is Becoming (Album, Maniac Depression)